# Cyathocline
Cyathocline,  es una especie perteneciente a la familia Asteraceae. Comprende 9 especies descritas y solo 4 aceptadas. Es originario de China.

## Taxonomía
El género fue descrito por Alexandre Henri Gabriel de Cassini y publicado en Annales des Sciences Naturelles (Paris) 17: 419. 1829. La especie tipo es: Cyathocline purpurea (Buch.-Ham. ex D.Don) Kuntze	

## Especies
A continuación se brinda un listado de las especies del género Cyathocline aceptadas hasta junio de 2011, ordenadas alfabéticamente. Para cada una se indica el nombre binomial seguido del autor, abreviado según las convenciones y usos.
- Cyathocline jacquemontii Gagnep.
- Cyathocline lutea law ex Wight
- Cyathocline manilaliana C.P.Raju & R.R.V.Raju
- Cyathocline purpurea (Buch.-Ham. ex D.Don) Kuntze